# Satyrus shantungensis
Satyrus shantungensis är en fjärilsart som beskrevs av Holik 1956. Satyrus shantungensis ingår i släktet Satyrus och familjen praktfjärilar. Inga underarter finns listade.